# Мустафазаде, Бахлул Элемдар оглы
Бахлул Элемдар оглы Мустафазаде (азерб. Bəhlul Ələmdar oğlu Mustafazadə; 27 февраля 1997, Баку, Азербайджан) — азербайджанский футболист, защитник клуба «Карабах» и сборной Азербайджана.

## Клубная карьера
Начал заниматься футболом в раннем детстве. Молодёжную карьеру начал в футбольной академии клуба «Габала». В 2016 году подписал контракт с основной командой, но на поле так и не вышел и в конце сезона 2016/2017 ушёл в аренду в клуб «Сумгаит». В сезоне 2017/2018 сыграл 16 игр и забил 2 мяча.
После окончания аренды вернулся в «Габалу» и в сезоне 2018/2019 постоянно появлялся на поле в основном составе.
12 июля 2018 года дебютировал в Лиге Европы УЕФА.
26 июня 2019 года подписал трёхлетний контракт с футбольным клубом «Сабах».
29 июля 2021 года перешёл в «Карабах». Соглашение подписано сроком на 3 года.

## Карьера в сборной
Прошёл все ступени юношеской сборной Азербайджана (U-17, U-19, U-21).
6 сентября 2019 года дебютировал за основную сборную Азербайджана в матче отборочного турнира Чемпионата Европы 2020 года против сборной Уэльса.
25 марта 2025 года в товарищеском матче против сборной Беларуси впервые вышел на поле в качестве капитана сборной.
| № | Дата            | Оппонент | Счёт | Голы | Пасы | Карточки | Минуты | Соревнование             |
| - | --------------- | -------- | ---- | ---- | ---- | -------- | ------ | ------------------------ |
| 1 | 6 сентября 2019 | Уэльс    | 1:2  | —    | —    | —        | 90'    | Отбор ЧЕ-2020 (группа E) |
| 2 | 9 сентября 2019 | Хорватия | 1:1  | —    | —    | —        | 90'    | Отбор ЧЕ-2020 (группа E) |
| 3 | 9 октября 2019  | Бахрейн  | 3:2  | —    | —    | —        | 90'    | Товарищеский матч        |
| 4 | 13 октября 2019 | Венгрия  | 0:1  | —    | —    | 90'      | 90'    | Отбор ЧЕ-2020 (группа E) |

Итого: сыграно матчей: 4 / забито голов: 0; победы: 1, ничьи: 1, поражения: 2.

## Статистика
Статистика выступлений в чемпионате Азербайджана по сезонам:
| № | Сезон       | Клуб      | Игр | Голов | Игр в запасе |
| - | ----------- | --------- | --- | ----- | ------------ |
| 1 | 2016 / 2017 | «Сумгаит» | 4   | 0     | 10           |
| 2 | 2017 / 2018 | «Сумгаит» | 16  | 2     | 17           |
| 3 | 2018 / 2019 | «Габала»  | 23  | 1     | 5            |
| 5 | 2019 / 2020 | «Сабах»   | 7   | 0     | 0            |

## Достижения

### Командные
«Габала»
- Обладатель Кубка Азербайджана: 2018/2019

### Личные
- Футболист года в Азербайджане: 2023